# UND Adriyatik
Die UND Adriyatik war ein türkisches RoRo-Schiff, das im Februar 2008 in der Adria vor der Küste Kroatiens in Brand geriet.

## Geschichte
Das Schiff wurde unter der Baunummer 714 bei der Flensburger Schiffbau-Gesellschaft gebaut und am 21. September 2001 an die türkische Reederei UND Ro-Ro in Istanbul abgeliefert.

### Brand
Das Schiff geriet am 6. Februar 2008 auf der Fahrt von Pendik (Istanbul) nach Triest in kroatischen Hoheitsgewässern in Brand. An Bord des 193 m langen Schiffes befanden sich rund 200 Lkw und 9 t Gefahrgüter (darunter 2 t Streichhölzer und 6 t Schmierstoffe) sowie etwa 1.000 t Schiffstreibstoff, von dem Gefahren für die Umwelt ausgehen können.

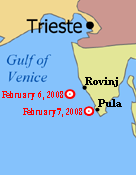
Ungefähre Position der UND Adriyatik zum Zeitpunkt des Feuerausbruch am 6. Februar und am Tag danach, nachdem es abgetrieben war.

Das kroatische Verkehrsministerium meldete, das Schiff sei in der Adria 13 Seemeilen westlich der Stadt Rovinj in den frühen Morgenstunden des 6. Februars 2008, wenig außerhalb der neu eingerichteten kroatischen Meeresschutzzone in Brand geraten. Ein Notruf sei um 04:04 Uhr Ortszeit abgesetzt worden. Ein Sprecher sagte, dass kroatische Löschflugzeuge und -boote den Brand zu löschen versuchten, das Schiff aber nicht zu retten sei. Da das Feuer im Schiffsinneren ausgebrochen wäre, sei das Löschen von außen sehr schwierig.
Die 22 Besatzungsmitglieder und neun Passagiere, die sich an Bord des Schiffes befanden, wurden von dem griechischen Fährschiff Ikarus Palace, das auf dem Weg nach Venedig war, gerettet. Vier der Besatzungsmitglieder hatten Verbrennungen 1. und 2. Grades erlitten.
Es wurde befürchtet, dass das Schiff sinken oder dass Strömungen das Schiff auf die kroatische Küste treiben könnten. Ein Sprecher der Feuerwehr sagte, dass zwei Schlepper das Schiff während der gesamten Nacht mit Wasser besprengen würden, um die Temperatur zu senken. Um das Schiff wurden Ölsperren ausgebracht, es trat aber kein Öl aus.
Am Morgen des 7. Februars lag das immer noch brennende Schiff ungefähr 8 km südwestlich der Insel Brijuni, einem Nationalpark. Das Feuer war nach kroatischen Angaben unter Kontrolle und Gefahr für die Umwelt bestand nicht mehr. Niederländische Spezialisten für Brandbekämpfung auf See (Smit Internationale) trafen ein, waren aber noch nicht in der Lage, an Bord zu gehen. Die Brandbekämpfer, die u. a. für ihre Rolle bei der Rettungsaktion des russischen Atom-U-Bootes Kursk bekannt geworden waren, waren vom Schiffseigner beauftragt worden.
Das Schiff wurde zunächst nach Triest geschleppt. Nachdem Pläne für einen Wiederaufbau gescheitert waren, wurde das Schiff im Sommer 2010 nach Aliaga/Türkei zur Verschrottung geschleppt.